# منزل جميل
منزل جميل إحدى مدن الجمهورية التونسية، تقع في ولاية بنزرت.

## أعلام
- علي بومنيجل